# Hasabu El-Sagheer
Hasabu El-Sagheer   (Khartum, 1 de juliol de 1947), nascut Omar Ali Hasab El-Rasoul, és un exfutbolista sudanès de la dècada de 1970.
Fou internacional amb la selecció de futbol del Sudan amb la qual participà en els Jocs Olímpics d'estiu de 1972.
Pel que fa a clubs, destacà a Burri SC.